# قرار مجلس الأمن التابع للأمم المتحدة رقم 747
قرار مجلس الأمن التابع للأمم المتحدة رقم 747، الذي تم تبنيه بالاجتماع في 24 مارس 1992، بعد التذكير بالقرار 696 (1991) والإشارة إلى تقرير الأمين العام للأمم المتحدة بطرس بطرس غالي، وافق المجلس على التقرير المتعلق بملاحظات الانتخابات وتوسيع بعثة الأمم المتحدة الثانية للتحقق في أنغولا.
وبقبول المقترحات، تم إرسال 100 مراقب إضافي إلى أنغولا وتكليف بعثة الأمم المتحدة الثانية للتحقق في أنغولا أيضا بمراقبة تسجيل الناخبين والحملات الانتخابية والتحقق من نتائج الانتخابات. ومع ذلك، لم يكن لديها سوى القليل من الموارد للاضطلاع بولايتها.
ودعا المجلس جميع الأطراف الأنغولية إلى التعاون مع الممثل الخاص للأمين العام والالتزام بالمبادئ المنصوص عليها في اتفاقيات بيسيس. وطلب أيضا من الأطراف الانتهاء من الاستعدادات السياسية والمالية والقانونية قبل الانتخابات المتعددة الأحزاب المقترحة في أيلول / سبتمبر 1992، مما شجع الدول الأعضاء على المساهمة في برامج الأمم المتحدة لتقديم المساعدة ودعم العملية الانتخابية.

## روابط خارجية
- نص القرار في undocs.org